# Türyançay
Türyançay je řeka v Ázerbájdžánu, levý přítok Kury. Je dlouhá 134 km. Povodí má rozlohu 8920 km².

## Průběh toku
Vzniká soutokem zdrojnic Qaraçay a Agriçay, které pramení na jižních svazích Velkého Kavkazu. Protéká Kuro-Arackou nížinou.

## Vodní stav
Zdroj vody je sněhový a dešťový. Nejvyšší vodní stavy jsou v květnu a k povodním dochází také v lednu.

## Využití
Využívá se na zavlažování.